# سیارک ۵۴۹۵
سیارک ۵۴۹۵ (به انگلیسی: 5495 Rumyantsev، نامگذاری:1972RY3) پنج هزار و چهارصد و نود و پنجمین سیارک کشف شده‌است که در ۶ سپتامبر ۱۹۷۲ کشف شد.
قدر مطلق سیارک برابر ۱۱٫۱۰ است.